# فريدريك بي. إبرامسن
فريدريك بي. إبرامسن (بالإنجليزية: Frederick B. Abramson)‏ هو محامي أمريكي، ولد في 1935، وتوفي في 1 يونيو 1991.